# Illois
Illois ist eine französische Gemeinde mit 391 Einwohnern (Stand 1. Januar 2022) im Département Seine-Maritime in der Region Normandie (vor 2016 Haute-Normandie). Sie gehört zum Arrondissement Dieppe und ist Teil des Kantons Gournay-en-Bray (bis 2015 Aumale). Die Einwohner werden Illoisiens genannt.

## Geographie
Illois liegt etwa 62 Kilometer nordöstlich von Rouen. Umgeben wird Illois von den Nachbargemeinden Nullemont im Norden, Marques im Nordosten, Haudricourt im Süden und Osten, Ronchois im Süden und Südwesten, Flamets-Frétils im Westen und Südwesten sowie Le Caule-Sainte-Beuve im Westen.
Durch die Gemeinde führt die Autoroute A29.

## Bevölkerungsentwicklung
| Jahr                      | 1962 | 1968 | 1975 | 1982 | 1990 | 1999 | 2006 | 2013 |
| Einwohner                 | 419  | 398  | 363  | 314  | 259  | 266  | 302  | 380  |
| Quelle: Cassini und INSEE |      |      |      |      |      |      |      |      |

## Sehenswürdigkeiten
- Kirche Saint-Aubin in Illois aus dem 19. Jahrhundert
- Kirche Saint-Germain-l'Écossais in Le Mesnil-David aus dem 17. Jahrhundert
- Kirche Saint-Denis in Coupigny aus dem 16. Jahrhundert
- Schloss Illois aus dem 17. Jahrhundert
- Schloss Coupigny aus dem Jahre 1877.

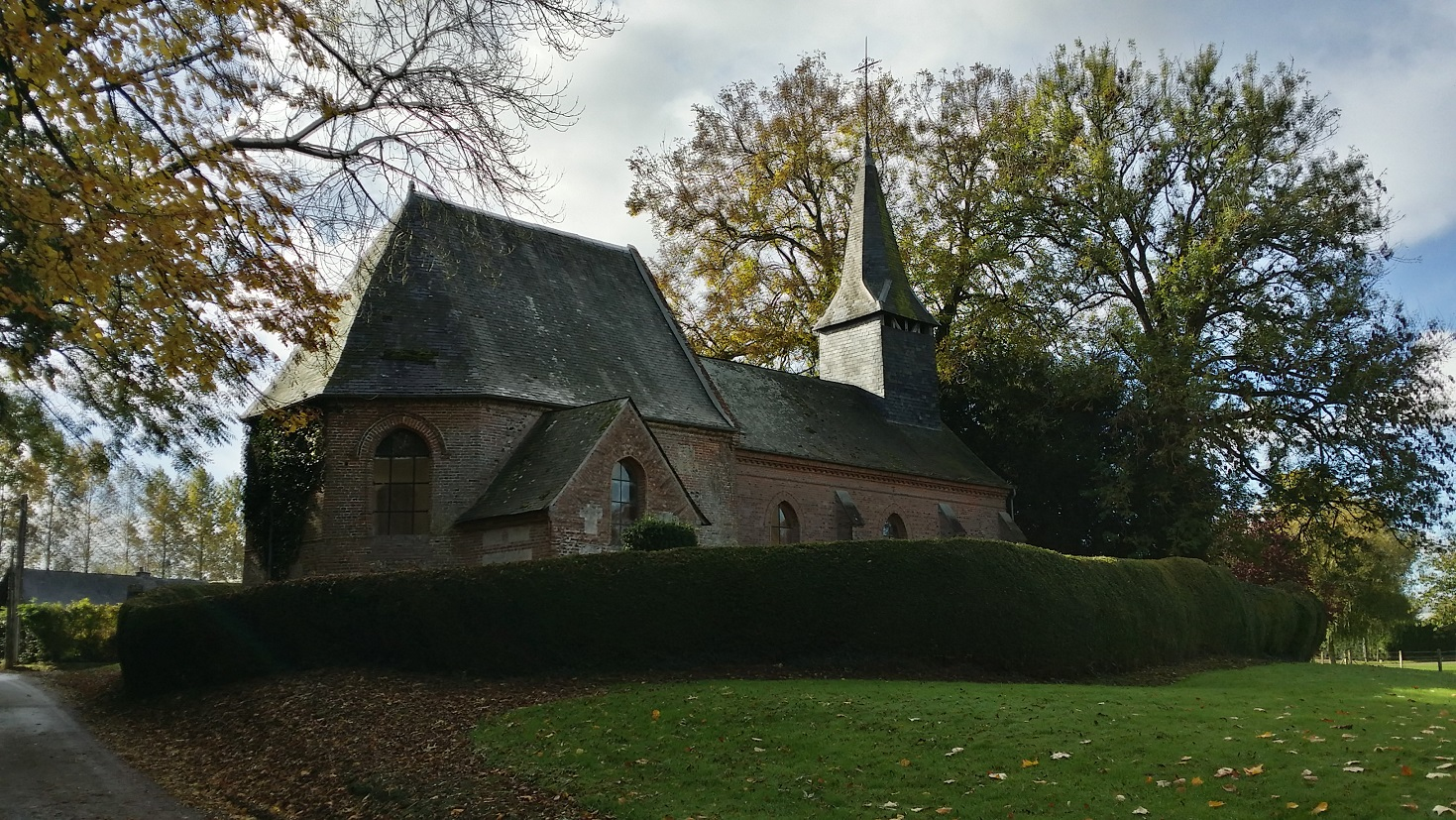
Kirche Saint-Denis